# Ordre de succession légitimiste au trône de France
La dynastie capétienne, ou maison de France, est la plus grande dynastie en Europe, avec 120 membres de sexe masculin vivants descendant en ligne agnatique de Louis XIII. Depuis l'extinction de la maison de Courtenay en 1733, la maison de Bourbon est la seule branche restante de filiation légitime. Après la mort en 1830 du dernier prince de Condé (descendant du dernier fils de Charles de Bourbon, duc de Vendôme), il ne restait plus comme branches légitimes capétiennes que celles issues de Louis XIII.
De nos jours, les descendants en ligne masculine de Louis XIV par son petit-fils Philippe V, duc d'Anjou sont désignés comme princes de Bourbon, alors que les descendants de la lignée mâle de Louis-Philippe Ier (duc d'Orléans puis roi des Français) sont désignés comme princes d'Orléans (ou d'Orléans et Bragance, pour les descendants de Gaston d'Orléans, comte d'Eu) et leur branche est appelée la maison d'Orléans. Sous l'Ancien Régime et la Restauration, le titre des dynastes des branches cadettes était prince du sang royal de France. Sous la monarchie de Juillet (que les légitimistes considèrent comme non avenue, en ce qui concerne les titulatures), il n'y avait plus de titre générique pour les dynastes mâles, qui portaient chacun un titre personnel et viager.
En dehors des familles régnantes d'Espagne et de Luxembourg, les titres portés actuellement par les membres de la maison de Bourbon sont des titres de courtoisie. Ils sont traditionnellement admis mais n’ont aucune existence juridique, le chef de la maison de Bourbon (prétendant légitimiste au trône de France) ainsi que ceux des branches anciennement régnantes (Bourbons des Deux-Siciles, Bourbons de Parme, maison d'Orléans, maison d'Orléans et Bragance) n’ayant pas, au regard des lois des Républiques italienne, française et brésilienne, la faculté d’octroyer des marques d’honneur et de distinction ou des titres.

## Explications
L'ordre de succession au trône de France s'obtient selon les lois fondamentales du royaume de France. Le plus proche parent mâle hérite de la couronne à la mort du roi précédent, en commençant par les descendants, et à défaut d'enfants ou de petits-enfants, les frères puis les neveux, arrière-neveux, oncles, cousins, etc., dans lequel les filles ne sont pas héritières. Ainsi, l'héritier doit être un enfant légitime, mâle, et de confession catholique, le Clergé étant, sous l'Ancien Régime, le premier ordre du royaume. Partant de ce principe, seuls les descendants dits dynastes sont numérotés et une vingtaine de descendants non dynastes sont simplement nommés.
Le roi régnant ne dispose pas de la couronne : il ne peut donc ni abdiquer, ni choisir son successeur, ni faire de pacte sur sa succession future.
Les légitimistes français considèrent les renonciations faites par Philippe V d'Espagne au trône de France lors du traité d'Utrecht en 1713 comme non valides pour cette raison. Ils ne reconnaissent, par ailleurs, aucun principe d'exclusion des Capétiens établis à l'étranger (ou de leur descendance agnatique) de la succession au trône de France, excipé par les orléanistes.
Dans le contexte des guerres de religion, l'arrêt Lemaistre du parlement de Paris, en date du 28 juin 1593, qui « annul[ait] tous traités faits ou à faire qui appelleraient au trône de France un prince ou une princesse étrangère, comme contraire à la loi salique et autres lois fondamentales de l'état », a réaffirmé avec force le principe de l'exclusion des femmes et de leurs descendants — notamment étrangers — du trône de France, en vertu de la loi salique et la loi de catholicité, au moment de la succession d'Henri III. En effet, dans cet arrêt prononcé en séance plénière, les parlementaires rappelèrent par deux fois les conditions posées par les lois fondamentales pour déclarer le nouveau roi, qui devait être catholique et Français : « maintenir la religion catholique, apostolique et romaine et l'état et couronne de France, sous la protection d'un bon roi très chrestien, catholique et françois » ; « Que les lois fondamentales de ce royaume soient gardées [...] pour la déclaration d'un roi Catholique et français ». Après la mort d'Henri III, son héritier selon la loi salique était le roi Henri III de Navarre, souverain étranger mais de lignage français, capétien (fils d'Antoine de Bourbon, descendant direct de saint Louis). Nicole Oresme, évêque de Lisieux et conseiller de Charles V, écrivait que « Tous François sunt d’un lignage, car ils ont aucune similitude ou affinité ou proceineté naturele communelment. [...] Et donques le roy qui est pere de ses subjects [...] doit avoir [...] unité ou convenience de lignage, comme dit est. Par quoy il s’ensuit que ce est inconvenient et chose desnaturele ou hors nature que un homme soit roy d’un royalme et qu’il soit de estrange païs. ». Mais étant protestant, le monarque navarrais n'était pas accepté par les Ligueurs, qui voulaient abolir la loi salique et mettre sur le trône une Habsbourg espagnole catholique, l'infante Isabelle. Celle-ci était petite-fille du roi de France Henri II, mais par sa mère, Élisabeth de France (qui avait épousé le roi d'Espagne Philippe II). Le parlement de Paris rendit l'arrêt Lemaistre pour confirmer que la loi salique était toujours en vigueur, et que de ce fait étaient exclus de la succession les princes étrangers (en l'occurrence, les Habsbourg mais aussi les Savoie, car la sœur cadette de l'infante Isabelle avait épousé le duc de Savoie, Charles-Emmanuel Ier, dont elle avait déjà six enfants).
En s'appuyant sur un exemple carolingien (donc antérieur à l'établissement des lois fondamentales par les Capétiens), le juriste André Favyn affirmait en 1620 que « la Noblesse de France [...] n’a jamais voulu recognoistre Prince Estranger pour son Roy; voire fust-il du Sang de France ». Selon cet auteur, le principe même de l'exclusion des étrangers avait présidé à l'accession au trône de la dynastie capétienne. Favyn parlait d'Arnulf de Carinthie, un Carolingien bâtard devenu roi des Francs orientaux (puis empereur) après la déposition de son oncle Charles III le Gros, et que la noblesse de Francie occidentale ne reconnut pas pour roi, lui préférant Eudes, comte d'Anjou (un Robertien, grand-oncle d'Hugues Capet).
Mais pour l'historien Juvenal des Ursins (archevêque de Reims) au contraire, et s'agissant cette fois des Capétiens, le roi « n’a qu’une manière d’administration et usage [de la couronne] pour en jouir sa vie durant ». Il ne peut donc, « ni aliéner ou bailler le royaume en autre main..... et quand il a un fils, ne lui peut le roi son père ni autre abdiquer ou ôter ce droit, voire même [sic] s'il le voulait et consentait ».

Le duc de Saint-Simon, Louis de Rouvroy (1675-1755), tout ami du régent qu'il était, a d'ailleurs affirmé, que : 

« Ainsy et non autrement, les Ducs et Pairs sont du corps de la noblesse comme les Princes du sang et les Fils de France en sont, comme le Roy mesme en est, lequel pour estre le chef et le souverain de l'Estat n'en est pas moins membre pour en estre la teste, et comme tel, ne peut qu'il ne soit plustost d'un des trois Ordres que des deux autres, puisqu'enfin il est François, et ne le fust il pas né, il le devient dans l'instant qu'il est devenu Roy de France reconnu et légitime, et par cela mesme incorporé partie, membre de l'Estat, dont il n'est Roy et maistre de cette totalité de membres qui compose la Monarchie, que parce qu'à raison de sa Dignité, il est le premier, le plus excellent de tous les autres membres et la teste de tout le corps, qui régit et qui gouverne tous les autres membres. »

En 1713, le procureur général Henri François d'Aguesseau faisait ces observations : « les maximes fondamentales de l'Estat et cette espèce de substitution perpétuelle qui appelle successivement les Princes du sang chacun dans leur ordre à la Couronne, valent bien des lettres de naturalité ».
De surcroît, comme le martela au nom d'« un sentiment de dignité nationale », le journal Le Drapeau blanc le 6 mars 1820 (trois semaines après que, le duc de Berry étant mort, la branche aînée se fut réduite à trois mâles dynastes — le roi, le comte d'Artois et le duc d'Angoulême) : « ce n'était pas à des Français à s'armer d'une clause [la renonciation de Philippe V] imposée par l'étranger, et dans son seul intérêt ».
Le jurisconsulte Robert-Joseph Pothier (1699-1772) indiquait quant à lui que « Les enfants nés hors de France de François expatriés, ne sont privés des droits de Regnicole, qu'autant qu'ils demeurent en Pays étranger. S'ils viennent en France, ils recouvrent tous les droits de Citoyens. » Et, sous la Restauration, Louis XVIII soutint que la descendance de Philippe V restait française, bien que ni Philippe V ni ses enfants ne fussent revenus vivre en France.
Cependant, le Roi d'Espagne s'adresse au Parlement de Paris le 9 novembre 1728 : « mon intention, Messieurs, est de vous manifester que si, ce qu'à Dieu ne plaise, le Roi Louis XV, mon très cher frère et neveu, venait à décéder sans laisser de successeur issu de lui, je prétends jouir du droit que ma naissance me donne de lui succéder à la Couronne de France à laquelle je n'ai jamais pu valablement renoncer... Dès que j'apprendrai la mort du Roi de France... je partirai pour venir prendre possession du trône des rois, mes pères ».
Cela est confirmé lorsque le testament de Louis XIV qui prévoyait la succession possible de ses enfants légitimés, a été cassé par le Parlement de Paris en 1715 pour excès de pouvoir et non conformité aux Lois fondamentales.
Depuis la mort du dernier Condé (Louis VI Henri de Bourbon-Condé), tous les successibles dans l'ordre légitimiste sont des descendants de Louis XIII.

## Ordre de succession

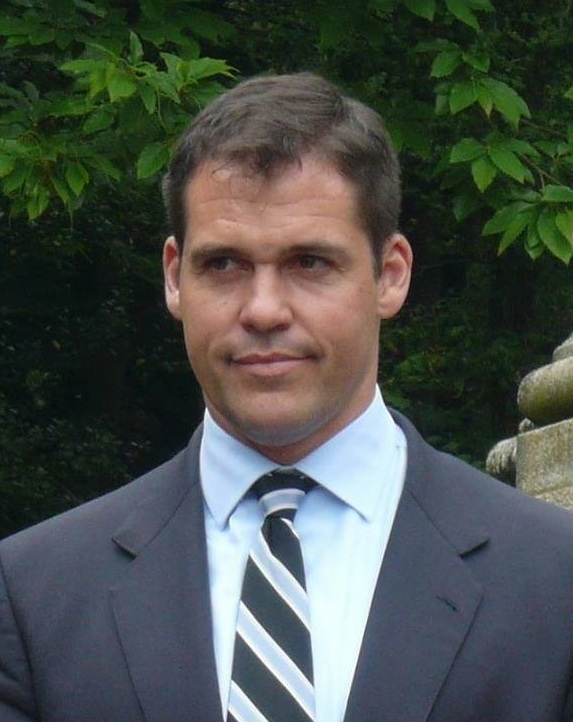
Louis de Bourbon (1974)

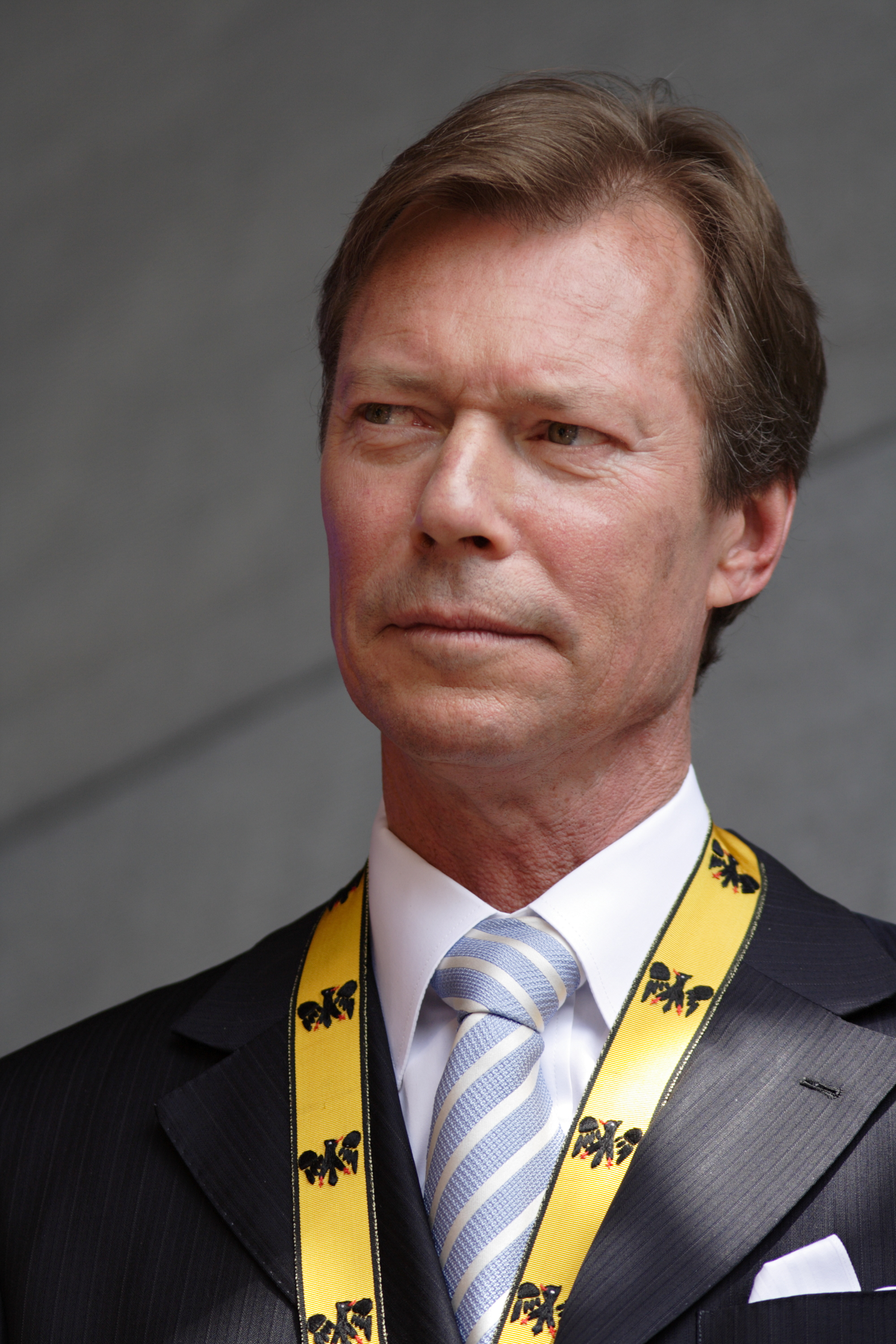
Henri de Luxembourg (1955)
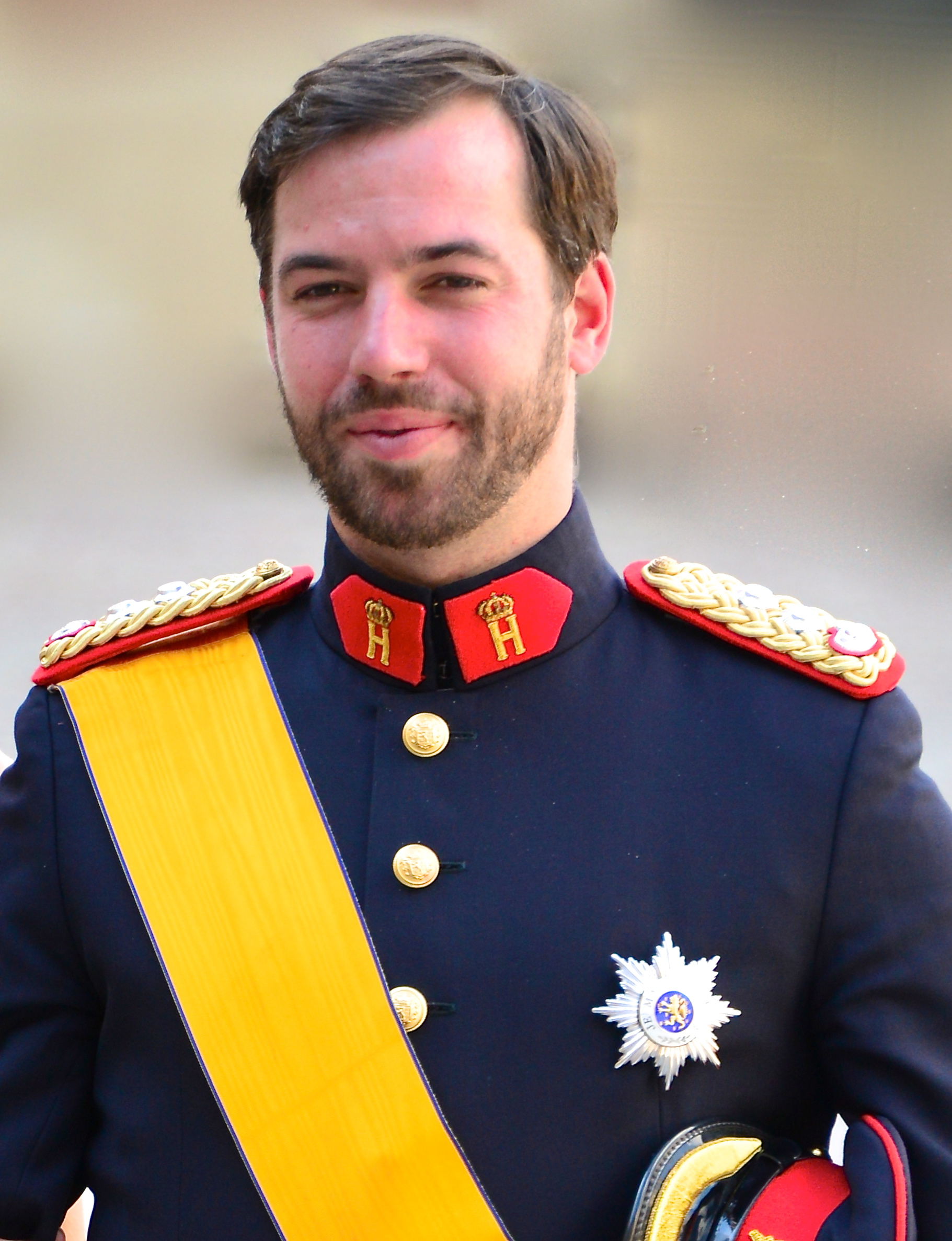
Guillaume de Luxembourg (1981)
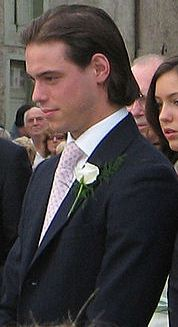
Félix de Luxembourg (1984)

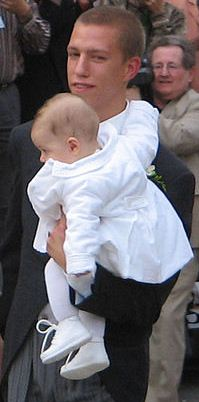
Louis de Luxembourg (1986) et son fils Gabriel de Nassau (2006)
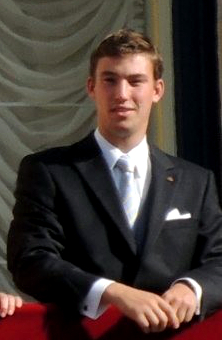
Sébastien de Luxembourg (1992)
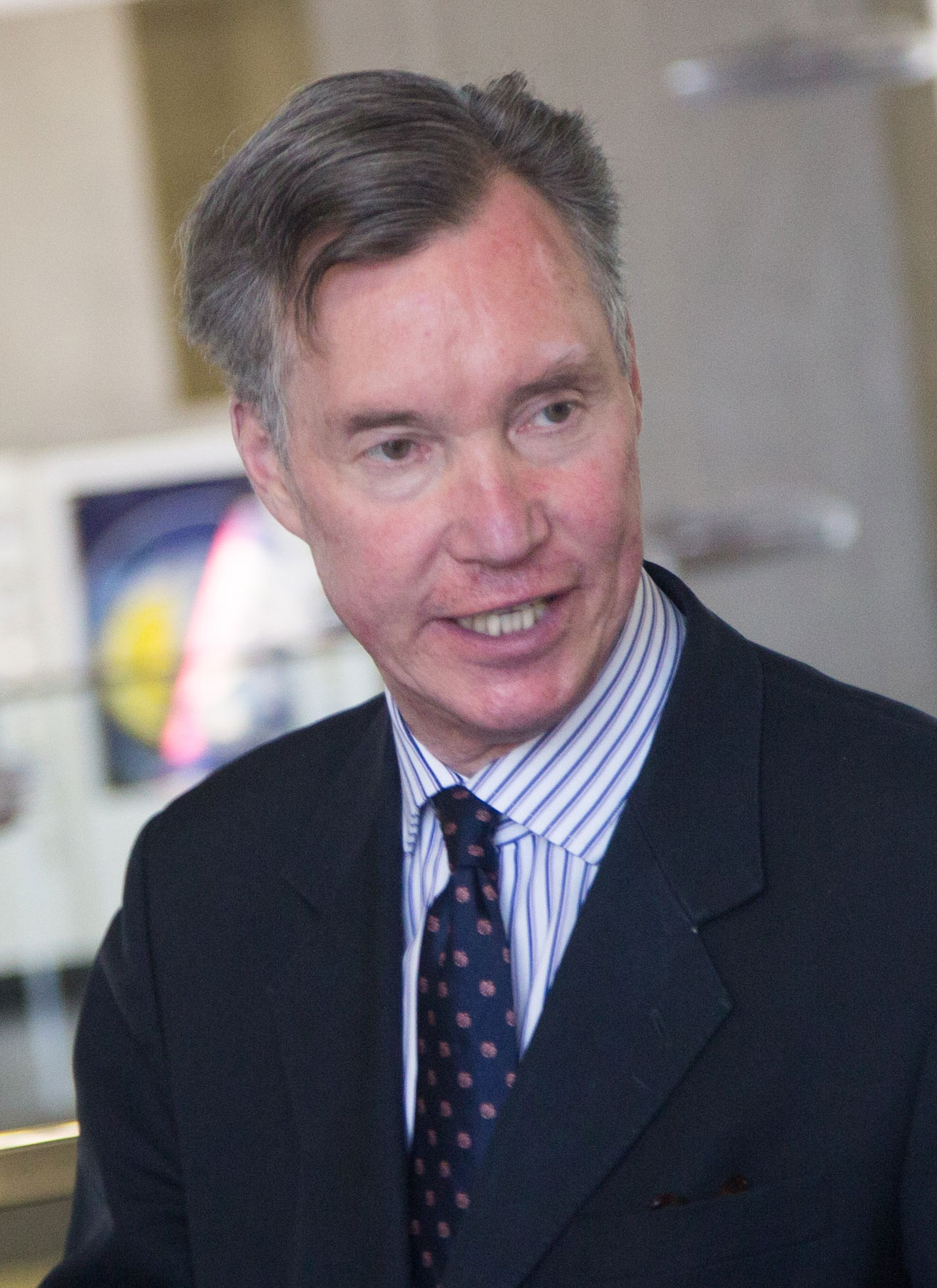
Guillaume de Luxembourg (1963)

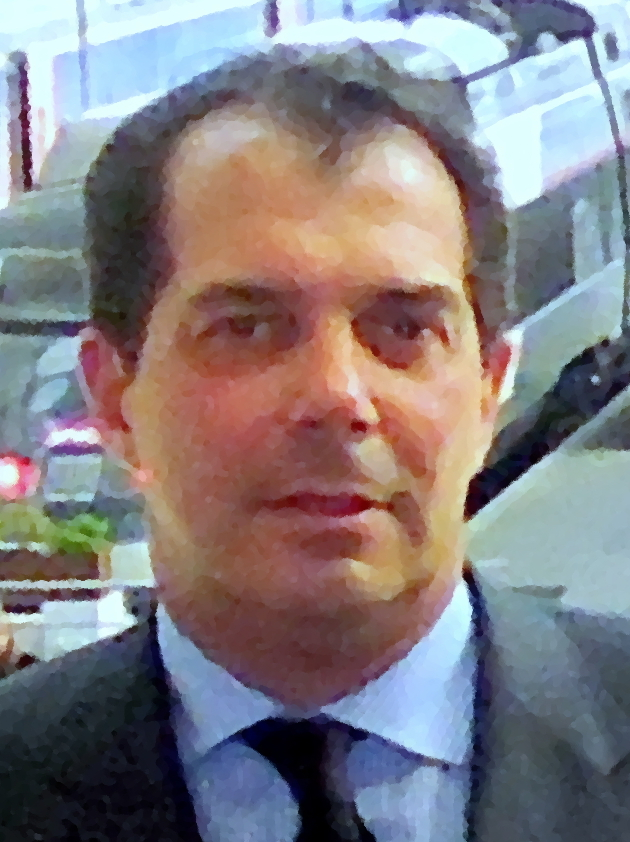
Charles-Emmanuel de Bourbon-Parme (1961)

1. Louis de Bourbon (2010), dauphin de France, duc de Bourgogne, fils du duc d'Anjou
2. Alphonse de Bourbon (2010), fils de France, duc de Berry, fils du duc d'Anjou
3. Henri de Bourbon (2019), fils de France, duc de Touraine, fils du duc d'Anjou
4. S.M. Juan Carlos Ier (1938), petit-fils de France[13], roi d'Espagne, fils du comte de Barcelone
5. S.M. Felipe VI (1968), premier prince du sang, roi d'Espagne, fils de Juan Carlos Ier

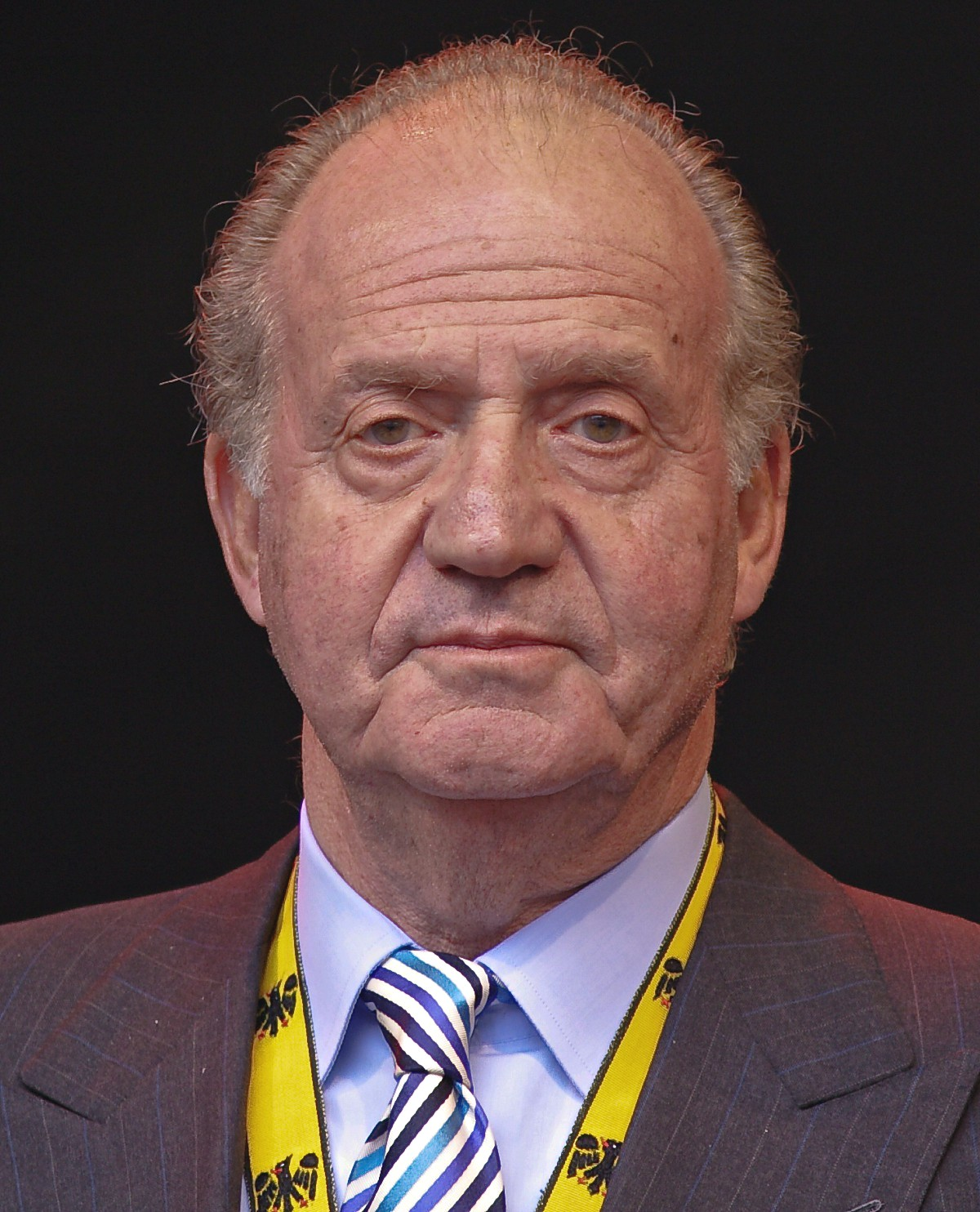
Juan Carlos Ier (1938)
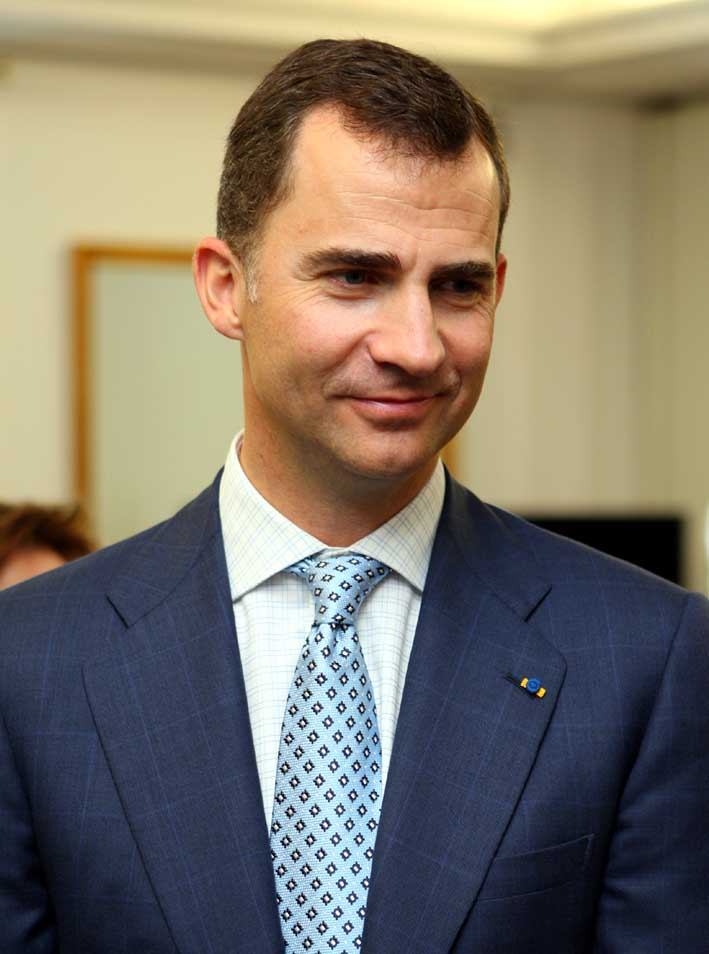
Felipe VI (1968)

6. François de Paule de Bourbon (Francisco de Paula de Borbón y Hardenberg) (1979), fils de François de Bourbon
7. François de Bourbon (Francisco de Borbón y Karoly) (2017), fils de François de Paule de Bourbon
Louis XIII, roi de France → Louis XIV, roi de France → Louis de France, dauphin de France → Philippe V, roi d'Espagne → Charles III, roi d'Espagne → Charles IV, roi d'Espagne → François de Paule de Bourbon, infant d'Espagne → Henri de Bourbon, duc de Séville → François de Paule de Bourbon → François de Paule de Bourbon, duc consort de Séville → François de Paule de Bourbon → Alphonse-Charles de Bourbon
8. Alphonse de Bourbon (Alfonso de Borbón y Yordi) (1973), fils d'Alphonse-Charles de Bourbon
9. Henri de Bourbon (Enrique de Borbón y García de Lóbez) (1970), fils de François de Paule de Bourbon
10. Charles de Bourbon (Carlos José de Borbón y Oro) (1940), fils de Charles de Bourbon
11. Alphonse de Bourbon (Alfonso de Borbón y Sanchiz) (1961), duc de Santa Elena, fils d'Albert de Bourbon, duc de Santa Elena
12. Alphonse de Bourbon (Alfonso de Borbón y Escrivá de Romaní) (1995), fils du duc de Santa Elena
13. Alphonse de Bourbon (Alfonso de Borbón y Pérez) (1999), fils d'Alphonse de Bourbon
14. Ferdinand de Bourbon (Fernando de Borbón y Vallejo) (2001), fils de Ferdinand de Bourbon
15. Ignace de Bourbon (Ignacio de Borbón y Vallejo) (2005), fils de Ferdinand de Bourbon
16. Jacques de Bourbon (Jaime de Borbón y Medina) (1971), fils d'Alphonse de Bourbon

Louis XIII, roi de France → Louis XIV, roi de France → Louis de France, dauphin de France → Philippe V, roi d'Espagne → Charles III, roi d'Espagne → Ferdinand Ier, roi des Deux-Siciles → François Ier, roi des Deux-Siciles → Ferdinand II, roi des Deux-Siciles → Alphonse de Bourbon-Siciles, comte de Caserte → Charles de Bourbon-Siciles → Alphonse de Bourbon-Siciles, duc de Calabre → Charles de Bourbon-Siciles (Carlos de Borbón-Dos Sicilias y Borbón-Parma) (1938-2015), duc de Calabre
17. Pierre de Bourbon-Siciles (Pedro de Borbón-Dos Sicilias y Orleáns) (1968), duc de Calabre, fils de Charles de Bourbon-Siciles
18. Jacques de Bourbon-Siciles (Jaime de Borbón-Dos Sicilias y Landaluce) (1992), duc de Noto, fils du duc de Calabre
19. Jean de Bourbon-Siciles (Juan de Borbón-Dos Sicilias y Landaluce) (2003), fils du duc de Calabre
20. Paul de Bourbon-Siciles (Pablo de Borbón-Dos Sicilias y Landaluce) (2004), fils du duc de Calabre
21. Pierre de Bourbon-Siciles (Pedro de Borbón-Dos Sicilias y Landaluce) (2007), fils du duc de Calabre
22. Charles de Bourbon-Siciles (1963), duc de Castro, fils de Ferdinand de Bourbon-Siciles, duc de Castro
23. François de Bourbon-Siciles (Francesco di Borbone-Due Sicilie) (1960), fils d'Antoine de Bourbon-Siciles
24. Antoine de Bourbon-Siciles (Antonio di Borbone-Due Sicilie) (2003), fils de François de Bourbon-Siciles
25. Janvier de Bourbon-Siciles (Gennaro di Borbone-Due Sicilie) (1966), fils d'Antoine de Bourbon-Siciles
26. Casimir de Bourbon-Siciles (Casimiro di Borbone-Due Sicilie) (1938), fils de Gabriel de Bourbon-Siciles
27. Louis de Bourbon-Siciles (Luigi di Borbone-Due Sicilie) (1970), fils de Casimir de Bourbon-Siciles
28. Alexandre de Bourbon-Siciles (Alexandro di Borbone-Due Sicilie) (1974), fils de Casimir de Bourbon-Siciles
29. S.A.R. Charles de Bourbon-Parme (Carlos de Bourbon de Parme) (1970), duc de Parme, prince de Bourbon de Parme, fils de Charles-Hugues, duc de Parme
30. S.A.R. Charles de Bourbon-Parme (Carlos de Bourbon de Parme) (2016), prince de Bourbon de Parme, fils de Charles, duc de Parme
31. S.A.R. Jacques de Bourbon-Parme (Jaime de Bourbon de Parme) (1972), comte de Bardi, prince de Bourbon de Parme, fils de Charles-Hugues, duc de Parme

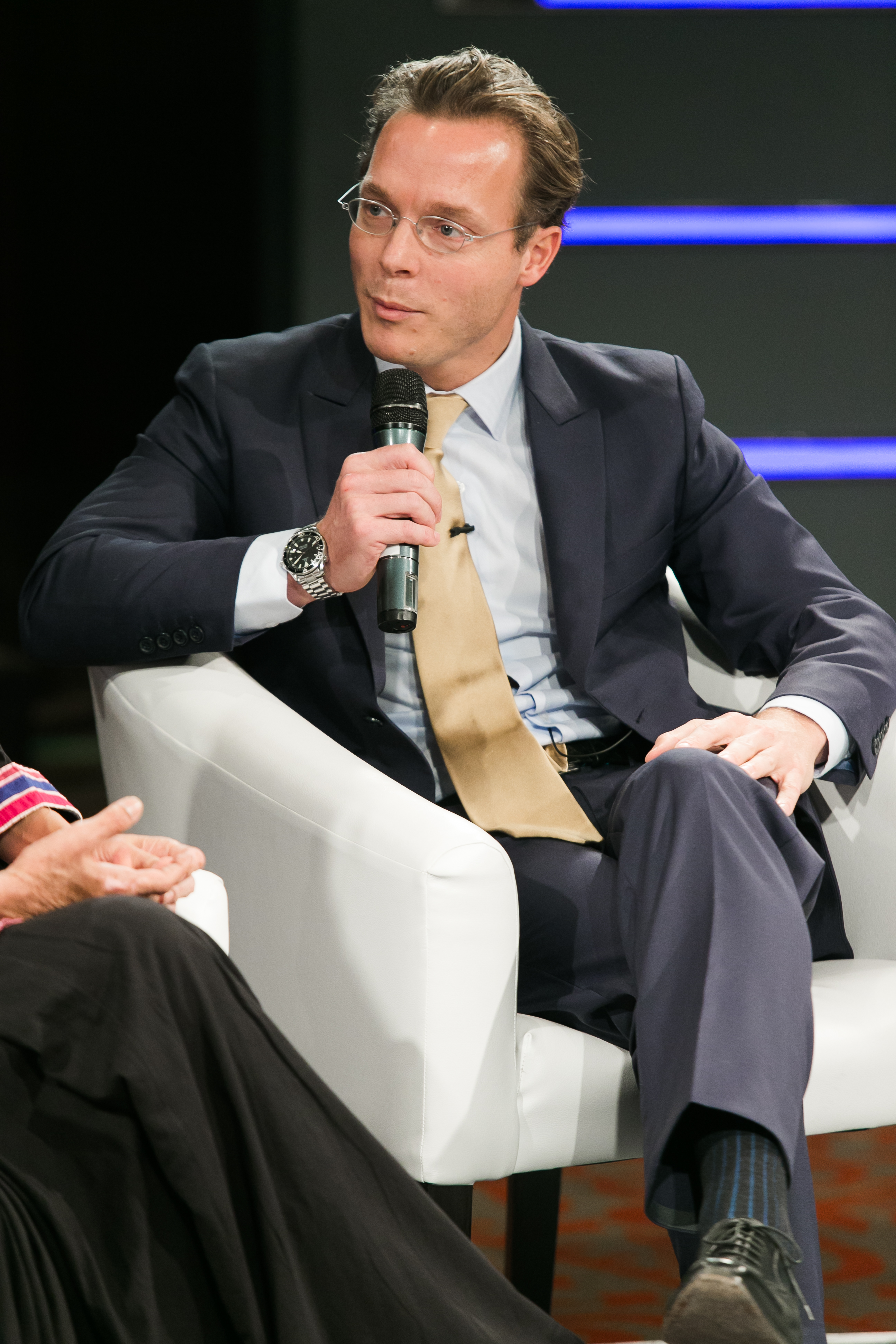
Jacques de Bourbon-Parme (1972)

32. Sixte-Henri de Bourbon-Parme (1940), duc d'Aranjuez, fils de François-Xavier de Bourbon-Parme, duc de Parme

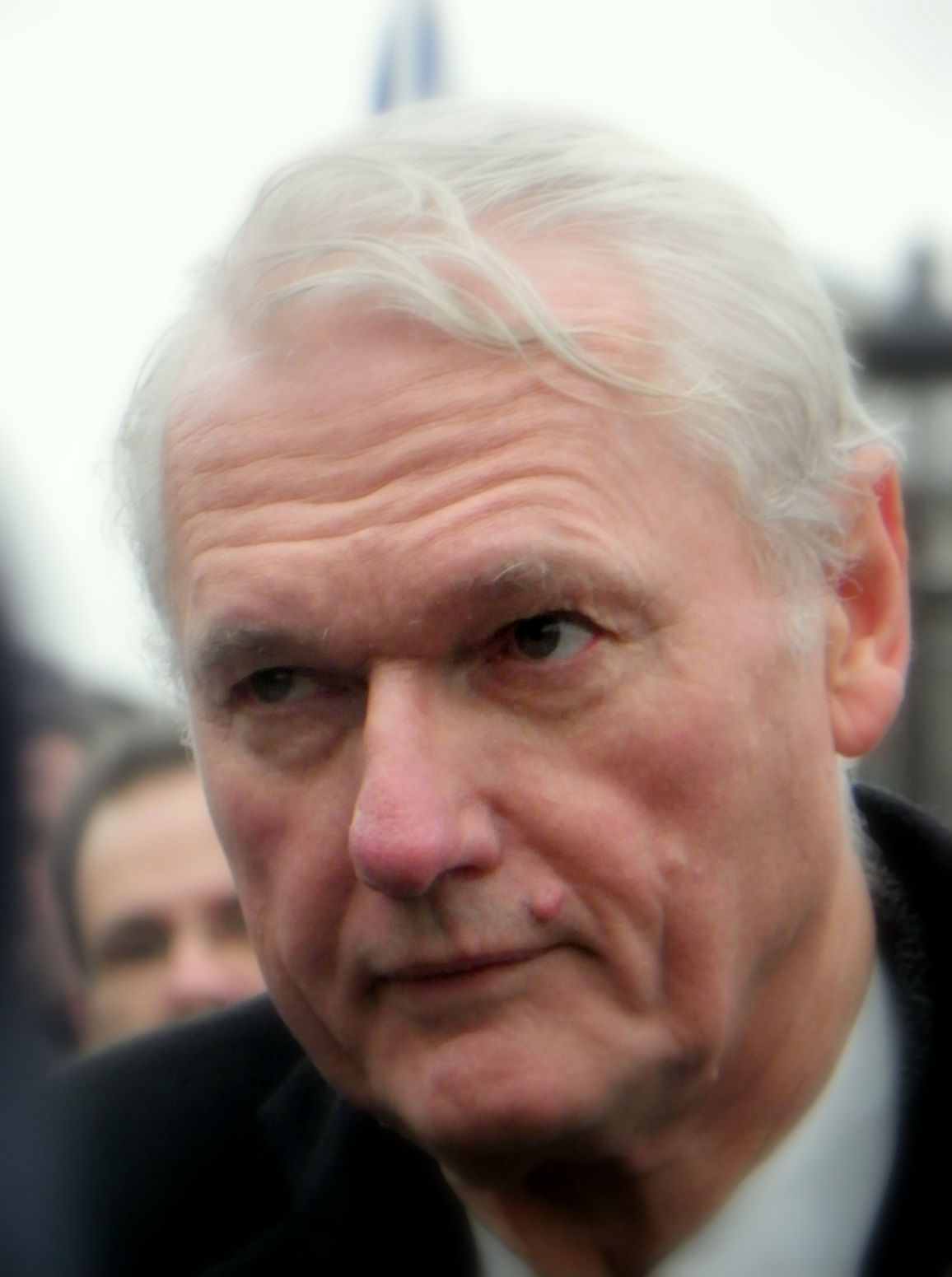
Sixte-Henri de Bourbon-Parme (1940)

33. S.A.R. Henri de Luxembourg (Henri de Nassau) (1955), grand-duc de Luxembourg, fils du grand-duc Jean de Luxembourg
34. S.A.R. Guillaume de Luxembourg (Guillaume de Nassau) (1981), grand-duc héritier de Luxembourg, fils du grand-duc de Luxembourg
35. S.A.R. Charles de Luxembourg (2020), prince de Luxembourg, fils du grand-duc héritier de Luxembourg
36. S.A.R. François de Luxembourg (2023), prince de Luxembourg, fils du grand-duc héritier de Luxembourg
37. S.A.R. Félix de Luxembourg (Félix de Nassau) (1984), prince de Luxembourg, fils du grand-duc de Luxembourg
38. S.A.R. Liam de Nassau (2016), prince de Nassau, fils du prince Félix de Luxembourg
39. S.A.R. Balthazar de Nassau (2024), prince de Nassau, fils du prince Félix de Luxembourg
40. S.A.R. Louis de Luxembourg (Louis de Nassau) (1986), prince de Luxembourg, fils du grand-duc de Luxembourg
41. S.A.R. Gabriel de Nassau (2006), prince de Nassau, fils du prince Louis de Luxembourg
42. S.A.R. Noah de Nassau (2007), prince de Nassau, fils du prince Louis de Luxembourg
43. S.A.R. Sébastien de Luxembourg (Sébastien de Nassau) (1992), prince de Luxembourg, fils du grand-duc de Luxembourg
44. S.A.R. Jean de Luxembourg (Jean de Nassau) (1957), prince de Luxembourg, fils du grand-duc Jean de Luxembourg
45. S.A.R. Constantin de Nassau (1988), prince de Nassau, fils du prince Jean de Luxembourg
46. S.A.R. Wenceslas de Nassau (1990), prince de Nassau, fils du prince Jean de Luxembourg
47. S.A.R. Calixte de Nassau (2022), prince de Nassau, fils du prince Wenceslas de Nassau
48. S.A.R. Carl-Johann de Nassau (1992), prince de Nassau, fils du prince Jean de Luxembourg
49. S.A.R. Xander[N 4] de Nassau (2021), prince de Nassau, fils du prince Carl-Johann de Nassau
50. S.A.R. Guillaume de Luxembourg (Guillaume de Nassau) (1963), prince de Luxembourg, fils du grand-duc Jean de Luxembourg
51. S.A.R. Paul-Louis de Nassau (1998), prince de Nassau, fils du prince Guillaume de Luxembourg
52. S.A.R. Léopold de Nassau (2000), prince de Nassau, fils du prince Guillaume de Luxembourg
53. S.A.R. Jean de Nassau (2004), prince de Nassau, fils du prince Guillaume de Luxembourg
54. S.A.R. Robert de Nassau (1968), prince de Nassau, fils du prince Charles de Luxembourg
55. Philippe de Bourbon-Parme (1949), fils de Jacques de Bourbon-Parme
56. Jacques de Bourbon-Parme (1986), fils de Philippe de Bourbon-Parme
57. Joseph de Bourbon-Parme (1989), fils de Philippe de Bourbon-Parme
58. Arthur de Bourbon-Parme[18],[N 6] (2021), fils de Joseph de Bourbon-Parme
59. Alain de Bourbon-Parme (1955), fils de Jacques de Bourbon-Parme
60. Michel de Bourbon-Parme (1989), fils d'Éric de Bourbon-Parme
61. Henri de Bourbon-Parme (1991), fils d'Éric de Bourbon-Parme
62. Charles-Emmanuel de Bourbon-Parme (1961), fils de Michel de Bourbon-Parme
63. Amaury de Bourbon-Parme (1991), fils de Charles-Emmanuel de Bourbon-Parme
64. Axel de Bourbon-Parme (1968), fils d'André de Bourbon-Parme
65. Côme de Bourbon-Parme (1997), fils d'Axel de Bourbon-Parme
66. Louis de Bourbon-Parme (1966), fils de Guy de Bourbon-Parme
67. Rémy de Bourbon-Parme (1942), fils de Louis de Bourbon-Parme
68. Tristan de Bourbon-Parme (1974), fils de Rémy de Bourbon-Parme
69. Jean de Bourbon-Parme (1961), fils de Louis de Bourbon-Parme
70. Arnaud de Bourbon-Parme (1989), fils de Jean de Bourbon-Parme
71. Christophe de Bourbon-Parme (1991), fils de Jean de Bourbon-Parme
72. Jean d'Orléans (1965), fils d'Henri d'Orléans, duc d'Orléans
73. Gaston d'Orléans (2009), fils de Jean d'Orléans
74. Joseph d'Orléans (2016), fils de Jean d'Orléans
75. Alphonse d'Orléans (2023), fils de Jean d'Orléans

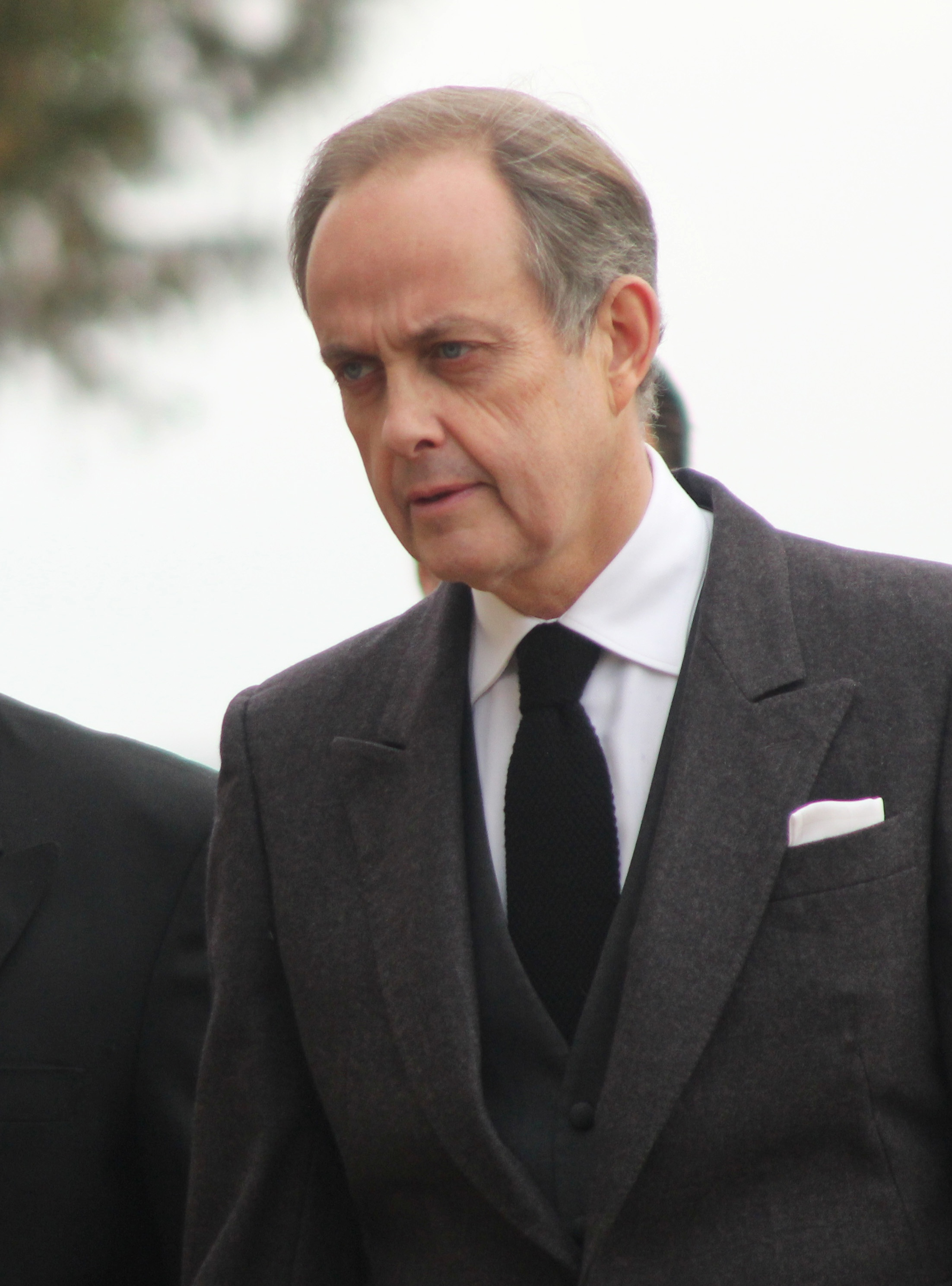
Jean d'Orléans (1965)
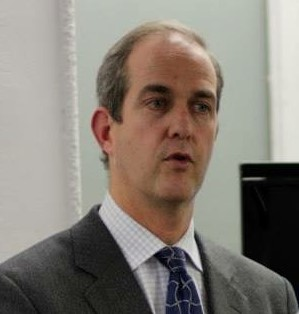
Eudes d'Orléans (1968)

76. Eudes d'Orléans (1968), fils d'Henri d'Orléans, duc d'Orléans
77. Pierre d'Orléans (2003), fils d'Eudes d'Orléans
78. Michel d'Orléans (1941), fils d'Henri d'Orléans, duc d'Orléans
79. Charles-Philippe d'Orléans (1973), fils de Michel d'Orléans
80. François d'Orléans (1982), fils de Michel d'Orléans
81. Philippe d'Orléans (2017), fils de François d'Orléans
82. Raphaël d'Orléans (2021), fils de François d'Orléans
83. Nicolas d'Orléans (2025), fils de François d'Orléans
84. Jacques d'Orléans (1941), fils d'Henri d'Orléans, duc d'Orléans
85. Charles-Louis d'Orléans (1972), fils de Jacques d'Orléans
86. Philippe d'Orléans (1998), fils de Charles-Louis d'Orléans
87. Constantin d'Orléans (2003), fils de Charles-Louis d'Orléans
88. Foulques d'Orléans (1974), fils de Jacques d'Orléans

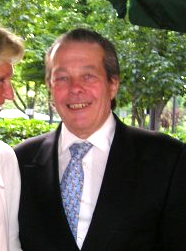
Michel d'Orléans (1941)
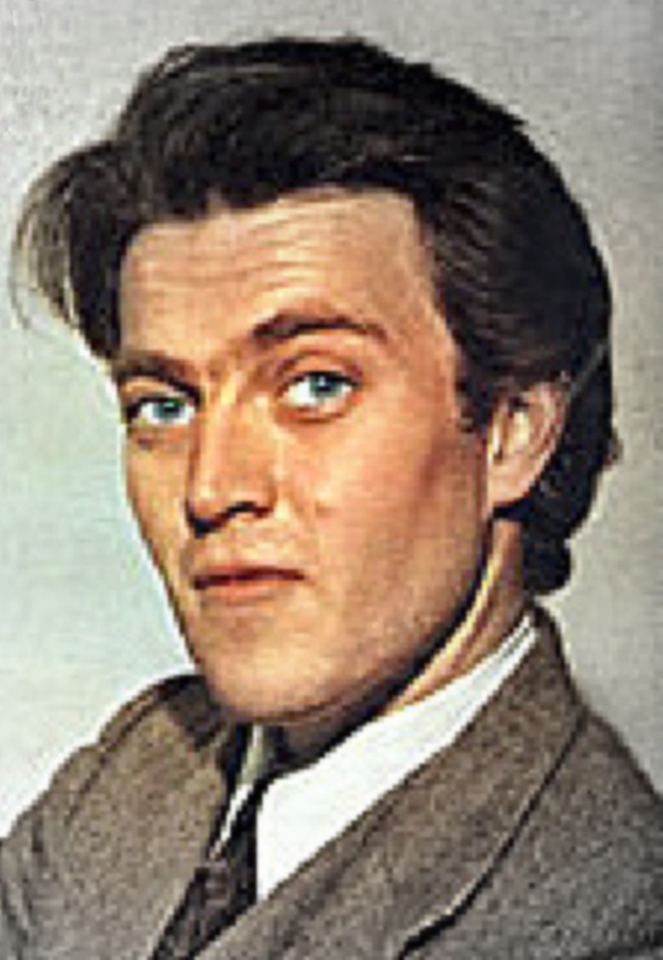
Jacques d'Orléans (1941)
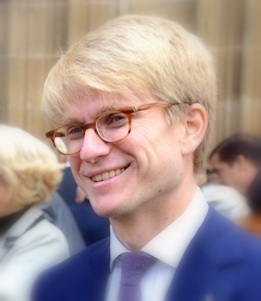
Charles-Louis d'Orléans (1972)

89. Robert d'Orléans (1976), fils de Thibaut d'Orléans
90. Pierre-Charles d'Orléans et Bragance (Pedro de Alcântara Carlos de Bourbon de Orleans e Bragança), (1945), fils de Pierre-Gaston d'Orléans et Bragance
91. Pierre-Jacques d'Orléans et Bragance (Pedro Tiago de Orleans e Bragança) (1979), fils de Pierre-Charles d'Orléans et Bragance
92. Philippe d'Orléans et Bragance (Filipe de Orleans e Bragança) (1982), fils de Pierre-Charles d'Orléans et Bragance
93. Alphonse d'Orléans et Bragance (Afonso de Bourbon de Orleans e Bragança) (1948), fils de Pierre-Gaston d'Orléans et Bragance
94. Emmanuel d'Orléans et Bragance (Manuel de Bourbon de Orleans e Bragança) (1949), fils de Pierre-Gaston d'Orléans et Bragance
95. Emmanuel-Alphonse d'Orléans et Bragance (Manuel Afonso de Orleans e Bragança) (1981), fils d'Emmanuel d'Orléans et Bragance
96. François-Humbert d'Orléans et Bragance (Francisco Humberto de Bourbon de Orleans e Bragança) (1956), fils de Pierre-Gaston d'Orléans et Bragance
97. François-Théodore d'Orléans et Bragance (Francisco Theodoro Peçanha de Orleans e Bragança) (1979), fils de François-Humbert d'Orléans et Bragance
98. Jean-Henri d'Orléans et Bragance (João Henrique de Orleans e Bragança) (1954), fils de Jean d'Orléans et Bragance
99. Jean-Philippe d'Orléans et Bragance (João Philippe de Orleans e Bragança) (1986), fils de Jean-Henri d'Orléans et Bragance
100. Jean-Antoine d'Orléans et Bragance (João Antonio de Orleans e Bragança) (2017), fils de Jean-Philippe d'Orléans et Bragance
101. Louis d'Orléans et Bragance (Luiz de Orleans e Bragança) (1969), fils d'Eudes d'Orléans et Bragance
102. Bertrand d'Orléans et Bragance (Bertrand de Orleans e Bragança) (1941), fils de Pierre-Henri d'Orléans et Bragance
103. Pierre d'Orléans et Bragance (Pedro de Alcântara de Orleans e Bragança) (1945), fils de Pierre-Henri d'Orléans et Bragance
104. Gabriel d'Orléans et Bragance (Gabriel de Orleans e Bragança) (1980), fils de Pierre d'Orléans et Bragance
105. Gabriel d'Orléans et Bragance (Gabriel de Orleans e Bragança) (2013), fils de Gabriel d'Orléans et Bragance
106. Raphaël d'Orléans et Bragance (Rafael de Orleans e Bragança) (2015), fils de Gabriel d'Orléans et Bragance
107. Ferdinand d'Orléans et Bragance (Fernando de Orleans e Bragança) (1948), fils de Pierre-Henri d'Orléans et Bragance
108. Raphaël d'Orléans et Bragance (Rafael de Orleans e Bragança) (1986), fils d'Antoine d'Orléans et Bragance
109. François d'Orléans et Bragance (Francisco de Orleans e Bragança) (1955), fils de Pierre-Henri d'Orléans et Bragance
110. Albert d'Orléans et Bragance (Alberto de Orleans e Bragança) (1957), fils de Pierre-Henri d'Orléans et Bragance
111. Pierre d'Orléans et Bragance (Pedro de Orleans e Bragança) (1988), fils d'Albert d'Orléans et Bragance
112. Antoine d'Orléans et Bragance (Antônio de Orleans e Bragança) (1997), fils d'Albert d'Orléans et Bragance

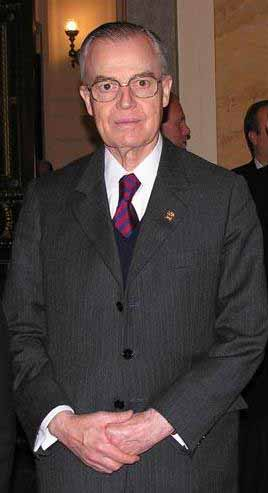
Bertrand d'Orléans et Bragance (1941)

113. Alphonse d'Orléans (Alfonso de Orleáns-Borbón y Ferrara-Pignatelli) (1968), duc de Galliera, fils d'Alphonse d'Orléans
114. Alvare d'Orléans (Álvaro de Orleáns-Borbón y Ferrara-Pignatelli) (1969), fils d'Alphonse d'Orléans
115. Alvare-Jacques d'Orléans (Álvaro Jaime de Orleáns y Parodi Delfino) (1947), fils d'Alvare d'Orléans, 6e duc de Galliera
116. André d'Orléans (Andrés de Orleáns-Borbón y San Martino d'Agliè di San Germano) (1976), fils d'Alvare-Jacques d'Orléans
117. Alois d'Orléans (Alois de Orleáns-Borbón y San Martino d'Agliè di San Germano) (1979), fils d'Alvare-Jacques d'Orléans
118. Alphonse d'Orléans (Alfonso de Orleáns-Borbón y Solís Jabón) (2010), fils d'Alois d'Orléans

## Arbre récapitulatif
- Louis XIII (1601-1643) 
  -  Louis XIV (1638-1715) 
    - Louis de France (1661-1711) 
      - Louis de France (1682-1712) 
        -  Louis XV (1710-1774) 
          - Louis de France (1729-1765) 
            -  Louis XVI (1754-1793) 
              -  Louis XVII (1785-1795)

            -  Louis XVIII (1755-1824) 
            -  Charles X (1757-1836) 
              -  Louis XIX (1775-1844)
              - Charles-Ferdinand d'Artois (1778-1820) 
                -  Henri V (1820-1883) 

      - Philippe V d'Espagne (1683-1746) 
        - Charles III d'Espagne (1716-1788) 
          - Charles IV d'Espagne (1748-1819) 
            - Charles de Bourbon (1788-1855) 
              -  Jean III (1822-1887)
                -  Charles XI (1848-1909) 
                  -   Jacques Ier (1870-1931) 

                -  Charles XII (1849-1936) 

            - François de Paule de Bourbon (1794-1865) 
              - François d'Assise de Bourbon (1822-1902) 
                - Alphonse XII d'Espagne (1857-1885) 
                  -  Alphonse Ier (1886-1941) 
                    -  Henri VI (1908-1975) 
                      -   Alphonse II (1936-1989) 
                        -  Louis XX (1974)
                          - (1) Louis de Bourbon (2010) Dauphin
                          - (2) Alphonse de Bourbon (2010)
                          - (3) Henri de Bourbon (2019)

                    - Jean de Bourbon (1913-1993) 
                      - (4) Juan Carlos Ier d'Espagne (1938)
                        - (5) Felipe VI d'Espagne (1968)

              - Henri de Bourbon (1823-1870) 
                - François de Paule de Bourbon (1853-1942) 
                  - François de Paule de Bourbon (1882-1952) 
                    - Francisco de Paula de Bourbon (1912-1995) 
                      - François de Bourbon (1943-2025) 
                        - (6) François de Paule de Bourbon (1979)
                          - (7) François de Bourbon (2017)

                      - Alphonse-Charles de Bourbon (1945-2025) 
                        - (8) Alphonse de Bourbon (1973)
                          - Alphonse de Bourbon (2014)
                          - Jérôme de Bourbon (2017)

                      - (9) Henri de Bourbon (1970)

                  - Joseph de Bourbon (1883-1962)
                    - Charles de Bourbon (1915-1978)
                      - (10) Charles de Bourbon (1940)

                - Albert de Bourbon (1854-1939) 
                  - Albert de Bourbon (1883-1959)
                    - Alphonse de Bourbon (1909-1938)
                      - Albert de Bourbon (1933-1995)
                        - (11) Alphonse de Bourbon (1961)
                          - (12) Alphonse de Bourbon (1995)

                      - Alphonse de Bourbon (1937-2007)
                        - Alphonse de Bourbon (1963-2005)
                          - (13) Alphonse de Bourbon (1999)

                        - Ferdinand de Bourbon (1966-2025)
                          - (14) Ferdinand de Bourbon (2001)
                          - (15) Ignace de Bourbon (2005)

                        - (16) Jacques de Bourbon (1971)

          - Ferdinand Ier des Deux-Siciles (1751-1825) 
            - François Ier des Deux-Siciles (1777-1930) 
              - Ferdinand II des Deux-Siciles (1810-1859) 
                - Alphonse de Bourbon-Siciles (1841-1934) 
                  - Charles de Bourbon-Siciles (1870-1949) 
                    - Alphonse de Bourbon-Siciles (1901-1964) 
                      - Charles de Bourbon-Siciles (1938-2015)
                        - (17) Pierre de Bourbon-Siciles (1968)
                          - (18) Jacques de Bourbon-Siciles (1992)
                          - (19) Jean de Bourbon-Siciles (2003)
                          - (20) Paul de Bourbon-Siciles (2004)
                          - (21) Pierre de Bourbon-Siciles (2007)

                  - Rénier de Bourbon-Siciles (1883-1973) 
                    - Ferdinand de Bourbon-Siciles (1926-2008) 
                      - (22) Charles de Bourbon-Siciles (1963)

                  - Philippe de Bourbon-Siciles (1885-1949)
                    - Gaëtan de Bourbon-Siciles (1917-1984)
                      - Adrien de Bourbon-Siciles (1948)
                        - Philippe de Bourbon-Siciles (1977)

                      - Grégoire de Bourbon-Siciles (1950)
                        - Christian de Bourbon-Siciles (1974)
                        - Raymond de Bourbon-Siciles (1978)

                  - Gabriel de Bourbon-Siciles (1897-1975)
                    - Antoine de Bourbon-Siciles (1929-2019)
                      - (23) François de Bourbon-Siciles (1960)
                        - (24) Antoine de Bourbon-Siciles (2003)

                      - (25) Janvier de Bourbon-Siciles (1966)

                    - (26) Casimir de Bourbon-Siciles (1938)
                      - (27) Louis de Bourbon-Siciles (1970)
                      - (28) Alexandre de Bourbon-Siciles (1974)

        - Philippe Ier de Parme (1720-1765) 
          - Ferdinand Ier de Parme (1751-1802) 
            - Louis de Bourbon-Parme (1773-1803) 
              - Charles II de Parme (1799-1883) 
                - Charles III de Parme (1823-1854) 
                  - Robert Ier de Parme (1848-1907) 
                    - François-Xavier de Bourbon-Parme (1889-1977) 
                      - Charles-Hugues de Bourbon-Parme (1930-2010) 
                        - (29) Charles de Bourbon-Parme (1970)
                          - Hugues de Bourbon-Parme (1997)
                          - (30) Charles de Bourbon-Parme (2016)

                        - (31) Jacques de Bourbon-Parme (1972)

                      - (32) Sixte-Henri de Bourbon-Parme (1940)

                    - Félix de Bourbon-Parme (1893-1970) 
                      - Jean de Luxembourg (1921-2019)
                        - (33) Henri de Luxembourg (1955)
                          - (34) Guillaume de Luxembourg (1981)
                            - (35) Charles de Luxembourg (2020)
                            - (36) François de Luxembourg (2023)

                          - (37) Félix de Luxembourg (1984)
                            - (38) Liam de Nassau (2016)
                            - (39) Balthazar de Nassau (2024)

                          - (40) Louis de Luxembourg (1986)
                            - (41) Gabriel de Nassau (2006)
                            - (42) Noah de Nassau (2007)

                          - (43) Sébastien de Luxembourg (1992)

                        - (44) Jean de Luxembourg (1957)
                          - (45) Constantin de Nassau (1988)
                            - Félix de Nassau (2018)

                          - (46) Wenceslas de Nassau (1990)
                            - (47) Calixte de Nassau (2022)

                          - (48) Carl-Johann de Nassau (1992)
                            - (49) Xander de Nassau (2022)

                        - (50) Guillaume de Luxembourg (1963)
                          - (51) Paul-Louis de Nassau (1998)
                          - (52) Léopold de Nassau (2000)
                          - (53) Jean de Nassau (2004)

                      - Charles de Luxembourg (1927–1977)
                        - (54) Robert de Nassau (1968)
                          - Alexandre de Nassau (1997)

                    - René de Bourbon-Parme (1894-1962) 
                      - Jacques de Bourbon-Parme (1922-1964) 
                        - (55) Philippe de Bourbon-Parme (1949)
                          - (56) Jacques de Bourbon-Parme (1986)
                          - (57) Joseph de Bourbon-Parme (1989)
                            - (58) Arthur de Bourbon-Parme (2021)

                        - (59) Alain de Bourbon-Parme (1955)

                      - Michel de Bourbon-Parme (1926-2018) 
                        - Éric de Bourbon-Parme (1953-2021)
                          - (60) Michel de Bourbon-Parme (1989)
                          - (61) Henri de Bourbon-Parme (1991)

                        - (62) Charles-Emmanuel de Bourbon-Parme (1961)
                          - (63) Amaury de Bourbon-Parme (1991)

                      - André de Bourbon-Parme (1928-2011)
                        - (64) Axel de Bourbon-Parme (1968)
                          - (65) Côme de Bourbon-Parme (1997)

                    - Louis de Bourbon-Parme (1899-1967) 
                      - Guy de Bourbon-Parme (1940-1991)
                        - (66) Louis de Bourbon-Parme (1966)
                          - Guy de Bourbon-Parme (1995)

                      - (67) Rémy de Bourbon-Parme (1942)
                        - (68) Tristan de Bourbon-Parme (1974)
                          - Imri de Bourbon-Parme (2020)

                      - (69) Jean de Bourbon-Parme (1961)
                        - (70) Arnaud de Bourbon-Parme (1989)
                        - (71) Christophe de Bourbon-Parme (1991)

  - Philippe d'Orléans (1640-1701) 
    - Philippe d'Orléans (1674-1723) 
      - Louis d'Orléans (1703-1752) 
        - Louis-Philippe d'Orléans (1725-1785) 
          - Louis-Philippe d'Orléans (1747-1793) 
            -  Louis-Philippe Ier des Français (1773-1850) 
              - Ferdinand-Philippe d'Orléans (1810-1842) 
                - Robert d'Orléans (1840-1910) 
                  - Jean d'Orléans (1874-1940) 
                    - Henri d'Orléans (1908-1999) 
                      - Henri d'Orléans (1933-2019) 
                        - (72) Jean d'Orléans (1965)
                          - (73) Gaston d'Orléans (2009)
                          - (74) Joseph d'Orléans (2016)
                          - (75) Alphonse d'Orléans (2023)

                        - (76) Eudes d'Orléans (1968)
                          - (77) Pierre d'Orléans (2003)

                      - (78) Michel d'Orléans (1941)
                        - (79) Charles-Philippe d'Orléans (1973)
                        - (80) François d'Orléans (1982)
                          - (81) Philippe d'Orléans (2017)
                          - (82) Raphaël d'Orléans (2021)
                          - (83) Nicolas d'Orléans (2025)

                      - (84) Jacques d'Orléans (1941)
                        - (85) Charles-Louis d'Orléans (1972)
                          - (86) Philippe d'Orléans (1998)
                          - (87) Constantin d'Orléans (2003)

                        - (88) Foulques d'Orléans (1974)

                      - Thibaut d'Orléans (1948-1983) 
                        - (89) Robert d'Orléans (1976)

              - Louis d'Orléans (1814-1896) 
                - Gaston d'Orléans (1842-1922) 
                  - Pierre d'Orléans et Bragance (1875-1940) 
                    - Pierre-Gaston d'Orléans et Bragance (1913-2007) 
                      - (90) Pierre-Charles d'Orléans et Bragance (1945)
                        - (91) Pierre-Jacques d'Orléans et Bragance (1979)
                        - (92) Philippe d'Orléans et Bragance (1982)

                      - (93) Alphonse d'Orléans et Bragance (1948)
                      - (94) Emmanuel d'Orléans et Bragance (1949)
                        - (95) Emmanuel-Alphonse d'Orléans et Bragance (1981)

                      - (96) François-Humbert d'Orléans et Bragance (1956)
                        - (97) François-Théodore d'Orléans et Bragance (1979)
                        - Gabriel d'Orléans et Bragance (1989)

                    - Jean d'Orléans et Bragance (1916-2005) 
                      - (98) Jean-Henri d'Orléans et Bragance (1954)
                        - (99) Jean-Philippe d'Orléans et Bragance (1986)
                          - (100) Jean-Antoine d'Orléans et Bragance (2017)

                  - Louis d'Orléans et Bragance (1878-1920) 
                    - Pierre-Henri d'Orléans et Bragance (1909-1981) 
                      - Eudes d'Orléans et Bragance(1939-2020) 
                        - (101) Luiz Philippe d'Orléans et Bragance (1969)
                          - Maximilien d'Orléans et Bragance (2012)

                        - Eudes d'Orléans et Bragance (1977)
                          - Eudes d'Orléans et Bragance (2011)

                        - Guy d'Orléans et Bragance (1985)
                          - François d'Orléans et Bragance (2019)

                      - (102) Bertrand d'Orléans et Bragance (1941)
                      - (103) Pierre d'Orléans et Bragance (1945)
                        - (104) Gabriel d'Orléans et Bragance (1980)
                          - (105) Gabriel d'Orléans et Bragance (2013)
                          - (106) Raphaël d'Orléans et Bragance (2015)

                      - (107) Ferdinand d'Orléans et Bragance (1948)
                      - Antoine d'Orléans et Bragance (1950-2024) 
                        - (108) Raphaël d'Orléans et Bragance (1986)

                      - (109) François d'Orléans et Bragance (1955)
                      - (110) Albert d'Orléans et Bragance (1957)
                        - (111) Pierre d'Orléans et Bragance (1988)
                        - (112) Antoine d'Orléans et Bragance (1997)

              - Antoine d'Orléans (1824-1890) 
                - Antoine d'Orléans (1866-1930) 
                  - Alphonse d'Orléans (1886-1975) 
                    - Alvare d'Orléans (1910-1997) 
                      - Alonso d'Orléans (1941-1975)
                        - (113) Alphonse d'Orléans (1968)
                          - Alphonse-Jean d'Orléans (1994)

                        - (114) Alvare d'Orléans (1969)
                          - Aiden d'Orléans (2009)

                      - (115) Alvare-Jacques d'Orléans (1947)
                        - (116) André d'Orléans (1976)
                        - (117) Alois d'Orléans (1979)
                          - (118) Alphonse d'Orléans (2010)

## Revendications dynastiques
Selon les légitimistes, il existe une inconstitutionnalité des clauses des traités d'Utrecht imposant à Philippe V d'Espagne de renoncer à ses droits sur le trône de France pour lui-même et ses descendants ; en effet, lesdites clauses seraient en contradiction avec la loi d'indisponibilité de la couronne (interdisant notamment au souverain de désigner ses successeurs) et la règle de succession par ordre de primogéniture mâle. Ils ajoutent que l'ancien droit ne connaissait aucun principe de nationalité dégagé à la Révolution française, et rappellent que l'avènement de Philippe IV au trône de Navarre en 1284 ne l'empêcha pas, à la mort de son père Philippe III en 1285, de régner aussi sur la France ; que l'avènement de Louis X au trône de Navarre en 1305 ne l'empêcha pas, à la mort de son père Philippe IV en 1314, de régner aussi sur la France ; que l'avènement de François II au trône d'Écosse en 1558 ne l'empêcha pas, à la mort de son père Henri II en 1559, de régner aussi sur la France ; que l'élection d'Henri III au trône de Pologne en 1573 ne l'empêcha pas, à la mort de son frère aîné Charles IX en 1574, de revenir régner en France ; que l'avènement d'Henri IV au trône de Navarre en 1572 ne l'empêcha pas, à la mort de son cousin et beau-frère Henri III en 1589, de régner aussi sur la France.

### Renonciations
Les renonciations de droits à trônes ont créé des prétentions rivales et des différends entre les branches existantes de la maison de Bourbon.
- La première est le renoncement, en 1713, de Philippe V d'Espagne, petit-fils de Louis XIV de France, de ses droits au trône français. Une telle renonciation est invalide en vertu des lois fondamentales de ce royaume ; en France, le droit de succession au trône a été considéré comme un droit inaliénable, de sorte que le roi doit toujours être le descendant en ligne masculine d'Hugues Capet. Néanmoins, la loi était sans valeur pratique jusqu'à l'extinction de la ligne masculine de Louis XV de France, en 1883. Cependant Philippe V d'Espagne a contesté publiquement sa renonciation et a écrit en 1724 que si Louis XV, son neveu décédait, il viendrait régner sur le royaume de France.

- Charles III d'Espagne a ordonné que les royaumes d'Espagne et Deux Siciles ne soient jamais réunis. Dans ce contexte, la loi semi-salique de succession opéré depuis en Espagne, avec deux Siciles suit le principe de secundogeniture si ce trône est vacant. En 1900, le prince Carlos de Bourbon-Deux-Siciles a renoncé à ses droits de succession au trône des Deux-Siciles, à la suite de son mariage avec Mercedes, la princesse des Asturies. Cela a rendu ses enfants héritiers présomptifs du trône d'Espagne. Le fils de Carlos, l'infant Alfonso, duc de Calabre, a repris ses droits, à laquelle son oncle, le prince Ranieri, duc de Castro, est opposé. Le litige est toujours en suspens ; le demandeur Calabria est soutenu par l'Espagne, alors que le demandeur Castro est pris en charge par d'autres maisons royales et les autres membres de la maison de Bourbon-Deux-Siciles.

- En 1908, Pedro de Alcântara, prince de Grão-Pará, voulait épouser Élisabeth Dobrzensky de Dobrzenicz. Bien que noble bohémienne, elle ne faisait pas partie d'une dynastie royale ou régnante. Mais la constitution (titre 5, chapitre IV, article 120) de l'empire brésilien ne nécessitait pas un mariage avec une famille régnante, seul le mariage de l'héritière du trône (c'est-à-dire seulement si celle-ci était une femme : « O Casamento da Princeza Herdeira presumptiva da Corôa será feito a aprazimento do Imperador »[36]) dépendait du consentement du souverain. La prétendante au trône, qui était la mère de Pedro, voulait cependant que ses enfants se marient avec un membre d'une famille royale, afin d'accroître selon elle les perspectives d'une restauration. Cédant au caprice de sa mère, il a renoncé à ses droits de succession au trône du Brésil. Ainsi la branche de Vassouras, descendants de son frère cadet, le prince Luís d'Orléans-Bragance, sont devenus selon la prétendante, les héritiers de la monarchie brésilienne. Mais en 1940, le prince Pedro Gastão d'Orléans-Bragance, le fils aîné de Pedro, a rejeté la renonciation non officielle et inutile de son père et a assumé ses droits de chef de la Maison impériale du Brésil.

- L'infant Jacques, futur duc d'Anjou et de Ségovie, a été obligé par son père, le roi déchu Alphonse XIII, de renoncer à ses droits au trône d'Espagne pour lui et ses descendants en 1933, sous prétexte de sa surdité. En 1949, il a récusé sa renonciation non officielle au trône d'Espagne, mais en 1969, l'infant Jacques a accepté le projet d'instauration franquiste d'une nouvelle monarchie espagnole en faveur de son neveu, le futur roi Juan Carlos I d'Espagne.

- Jean, grand-duc de Luxembourg a renoncé aux titres de la maison de Bourbon-Parme pour lui-même et sa famille en 1986 quand son fils aîné épousa Marie-Thérèse Mestre. Le prince Jean de Luxembourg a renoncé à son droit de succession pour lui et ses héritiers, le 26 septembre 1986. Le prince Louis de Luxembourg a renoncé à son droit de succession pour lui et ses héritiers après son mariage en 2006.

### Membres théoriques de la Famille royale reconnus par le duc d'Anjou
Sous la monarchie française, la liste des membres de la famille royale française - avec le prédicat d'Altesse Royale - était la suivante :
- le roi
- la reine
- les reines douairières
- le dauphin de France et son épouse
- les fils de France et leur épouse
- les filles de France
- les petits-fils de France et leur épouse
- les petites-filles de France.

Ce qui donne, actuellement, pour les légitimistes :
- Louis de Bourbon (1974), duc d'Anjou
- Marie-Marguerite Vargas Santaella (1983), duchesse d'Anjou, épouse du précédent
  - Eugénie de Bourbon (2007), madame Royale, fille de France
  - Louis de Bourbon (2010), dauphin de France, duc de Bourgogne
  - Alphonse de Bourbon (2010), fils de France, duc de Berry
  - Henri de Bourbon (2019), fils de France, duc de Touraine
- Emmanuelle Pratolongo (1960), duchesse d'Aquitaine, veuve de Gonzalve de Bourbon, fils de France, duc d'Aquitaine, fils cadet de Jacques-Henri de Bourbon, duc d'Anjou et de Ségovie

Théoriquement, les descendants d'Alphonse XIII d'Espagne (non revendiquée).
- Juan Carlos Ier (1938), petit-fils de France, roi d'Espagne (fils de Juan, comte de Barcelone)
- Sophie de Grèce (en grec, Sophía tis Elládas) (1938), reine d'Espagne, épouse du précédent
- Margarita de Bourbon (1939), petite-fille de France (fille de Juan, comte de Barcelone, et sœur de Juan Carlos Ier)